# Ŀ
Ŀ, ŀ (L с точкой посередине) — буква расширенной латиницы. Используется в каталанском языке, но только в диграфе ŀl, который читается как [lː], в то время как диграф ll обозначает звук [ʎ].